# Szerbia a 2022. évi téli olimpiai játékokon
Szerbia a kínai Pekingben megrendezett 2022. évi téli olimpiai játékok egyik részt vevő nemzete volt. Az országot az olimpián 1 sportágban 2 sportoló képviselte, akik érmet nem szereztek.

## Alpesisí
Férfi
| Versenyző       | Versenyszám            | Idő           | Helyezés      |
| --------------- | ---------------------- | ------------- | ------------- |
| Marko Vukićević | Lesiklás               | nem ért célba | nem ért célba |
| Marko Vukićević | Szuperóriás-műlesiklás | 1:29,45       | 34.           |

Női
| Versenyző         | Versenyszám | Idő     | Helyezés |
| ----------------- | ----------- | ------- | -------- |
| Nevena Ignjatović | Lesiklás    | 1:40,73 | 30.      |

| Versenyző         | Versenyszám | Lesiklás | Lesiklás | Műlesiklás | Műlesiklás | Összesítés | Összesítés |
| Versenyző         | Versenyszám | Idő      | Hely.    | Idő        | Hely.      | Idő        | Helyezés   |
| ----------------- | ----------- | -------- | -------- | ---------- | ---------- | ---------- | ---------- |
| Nevena Ignjatović | Összetett   | 1:37,02  | 22.      | kizárták   | kizárták   | kiesett    | kiesett    |